# فیلیپ والنچیچ
فیلیپ والنچیچ (۷ ژانویهٔ ۱۹۹۲) فوتبالیست اهل اسلوونی است که در هافبک برای تیم کوپیون پالوسئورا بازی می‌کند.

## حرفه باشگاهی
والنچیچ دوران بزرگسالی خود را با تیم محلی اینتربلوک آغاز کرد، و سپس در سال ۲۰۱۱ با تیم الیمپیا لیوبلیانا به لیگ دسته اول فوتبال اسلوونی رفت.
در ژوئیهٔ ۲۰۱۵، او با تیم انگلیسی نوتس کانتی قرارداد امضا کرد. او اولین گل خود برای این باشگاه را در ژانویهٔ ۲۰۱۶ در مقابل کراولی تاون به ثمر رساند که منجر به کسب پیروزی ۱–۰ این تیم شد.
در ژوئن ۲۰۲۲، والنچیچ با کوپیون پالوسئورا قرارداد امضا کرد.

## حرفه بین‌المللی
والنچیچ در سطوح مختلف رقابت‌های جوانان نمایندهٔ کشور اسلوونی بوده‌است. در سال ۲۰۱۹، گزارش شد که او در حال بررسی تغییر ملیت و گرفتن تابعیت فنلاند است تا بتواند نمایندهٔ فنلاند در صحنهٔ بین‌المللی باشد.

## افتخارات
باشگاه فوتبال هلسینکی
- لیگ برتر فنلاند: ۲۰۱۷، ۲۰۱۸، ۲۰۲۱
- جام حذفی فنلاند: ۲۰۱۶–۱۷

انفرادی
- بازیکن برتر فصل لیگ برتر فنلاند: ۲۰۱۷،[۸] ۲۰۱۹[۹]
- بهترین مهاجم لیگ برتر فنلاند: ۲۰۱۹[۹]
- بهترین گلزن لیگ برتر فنلاند: ۲۰۱۹[۱۰]